# Dimaro Folgarida
Dimaro Folgarida är en kommun i provinsen Trento i regionen Trentino-Sydtyrolen i Italien. Kommunen hade 2 140 invånare (2018).
Kommunen Dimaro Folgarida bildades den 1 januari 2016 genom en sammanslagning av de tidigare kommunerna Dimaro och Monclassico.